# NXT: New Year's Evil (2025)
WWE: New Year's Evil (2025) foi o quinto especial de televisão anual de luta livre profissional do NXT: New Year's Evil produzido pela WWE, e o sexto evento New Year's Evil no total. Ele foi realizado principalmente para os lutadores da divisão NXT da promoção. O evento aconteceu em 7 de janeiro de 2025, no Shrine Expo Hall em Los Angeles, Califórnia, e foi transmitido ao vivo como um episódio especial da série semanal de televisão da WWE, NXT. Este foi o primeiro especial de televisão do NXT a usar a marca WWE. O evento contou com a aparição de The Rock.
Cinco lutas foram disputadas no evento. No evento principal, Oba Femi derrotou o então campeão Trick Williams e Eddy Thorpe em uma luta triple threat para conquistar o Campeonato do NXT. Em outra luta de destaque, Giulia derrotou Roxanne Perez para conquistar o Campeonato Feminino do NXT.

## Produção

### Introdução

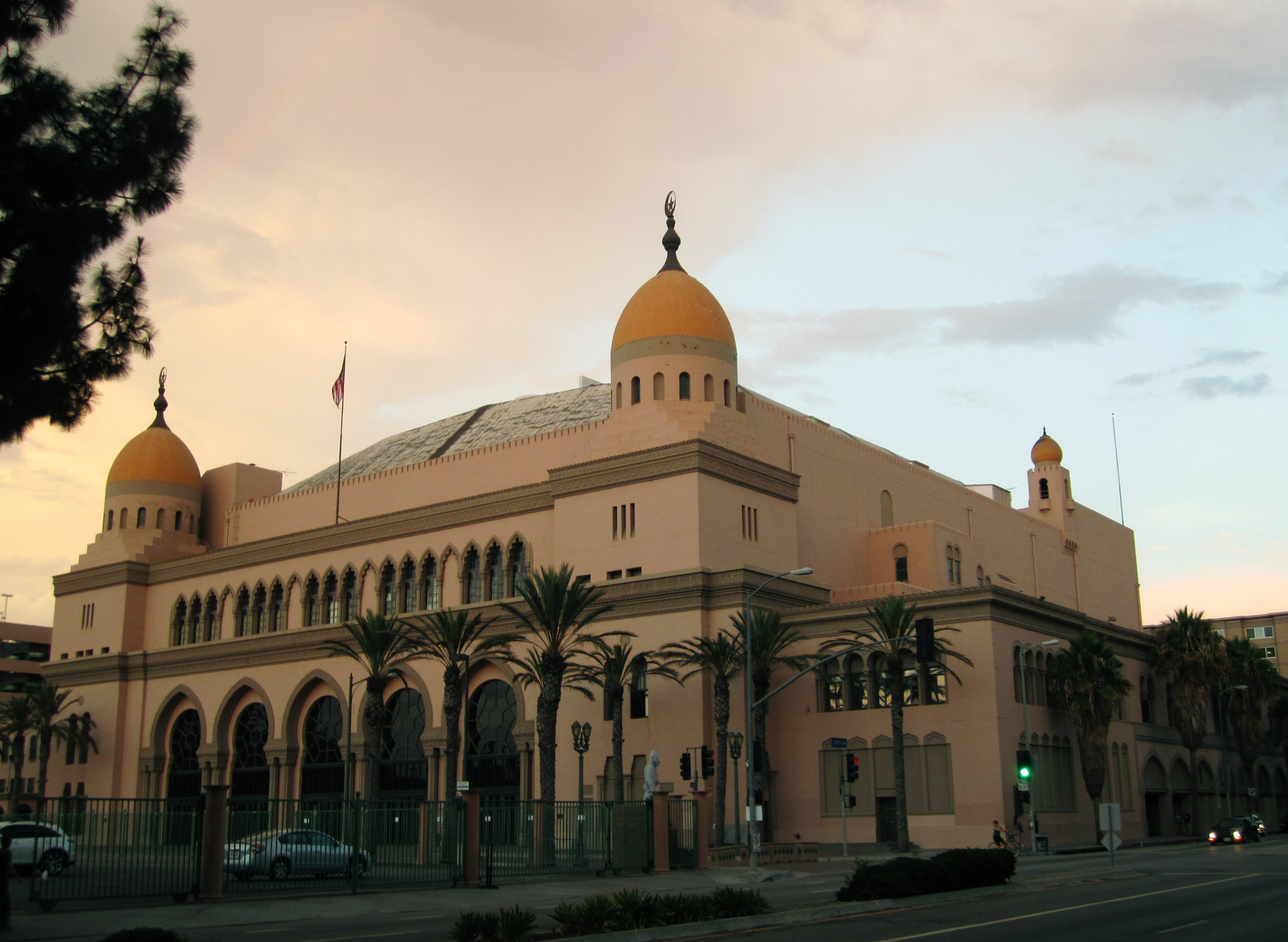
O evento foi realizado no Shrine Auditorium and Expo Hall em Los Angeles, Califórnia.

New Year's Evil é um especial de televisão de luta livre profissional atualmente produzido pela WWE com tema de Ano Novo. atualmente produzido pela promoção americana WWE para sua marca de desenvolvimento NXT. Originalmente, foi transmitido como um episódio especial do Monday Nitro da World Championship Wrestling (WCW) em 27 de dezembro de 1999; a WWE adquiriu a WCW em 2001. Após 21 anos desde aquele evento da WCW, a WWE reviveu o New Year's Evil para sua marca de desenvolvimento NXT como um episódio especial do NXT em 6 de janeiro de 2021, e desde então tem sido realizado anualmente no início de janeiro. A edição de 2025 foi programada para ocorrer em 7 de janeiro de 2025, no Shrine Auditorium and Expo Hall em Los Angeles, Califórnia.
Em 6 de janeiro, The Rock anunciou que faria uma aparição no evento.

### Histórias
O evento incluiu lutas que resultaram de histórias com script, onde os lutadores retrataram heróis, vilões ou personagens menos distinguíveis em eventos que criaram tensão e culminaram em uma luta ou série de lutas, com resultados predeterminados pelos escritores da WWE para a marca NXT, enquanto as histórias foram desenvolvidas no programa de televisão semanal da WWE, o NXT e no programa de streaming on-line suplementar, Level Up.
No NXT Deadline, Giulia venceu o Iron Survivor Challenge feminino para conquistar uma luta pelo Campeonato Feminino do NXT contra Roxanne Perez, com a luta sendo marcada para o New Year's Evil.
No episódio de 19 de novembro de 2024 do NXT, Eddy Thorpe participou de uma qualificação para o Iron Survivor Challenge, mas perdeu para o campeão de duplas do NXT, Nathan Frazer, após ser distraído por uma briga envolvendo a divisão de duplas fora do ringue. Duas semanas depois, Thorpe venceu uma luta fatal four-way de última chance para se qualificar para o Iron Survivor Challenge no NXT Deadline. No entanto, ele foi encontrado atacado nos bastidores e foi excluído do evento. No evento, Oba Femi, que fez o seu retorno, ocupou o lugar de Thorpe e venceu o Iron Survivor Challenge masculino, garantindo uma luta pelo Campeonato do NXT contra Trick Williams no New Year's Evil. Três dias depois, no episódio de 10 de dezembro do NXT, Thorpe confrontou Williams e Femi, alegando que foi Femi quem o atacou. Thorpe também exigiu uma chance pelo título, o que Williams concordou. Ao assinar o contrato da luta pelo título, Thorpe revelou à gerente geral da NXT, Ava, que ele havia forjado seu próprio ataque para facilitar sua entrada em uma luta pelo Campeonato do NXT. A luta pelo título no episódio de 17 de dezembro do NXT terminou em um double pinfall, com Williams retendo seu título. Na semana seguinte, Thorpe contestou o resultado da luta, e Williams declarou que defenderia o título em uma luta triple threat no New Year's Evil, o que foi oficializado por Ava.
No episódio de 29 de outubro do NXT, Lexis King enfrentou Charlie Dempsey do No Quarter Catch Crew pela Copa Heritage do NXT em uma luta com Regras British Rounds. King foi acompanhado por William Regal, o pai de Dempsey, como seu cornerman. Durante a luta, Regal passou seu famoso soco-inglês para King usar contra Dempsey, mas King recusou, querendo vencer a Copa com seu próprio mérito e acabou perdendo a luta por 0-2. No episódio de 24 de dezembro do NXT, King, novamente com Regal como cornerman, enfrentou Dempsey em uma revanche pela Copa Heritage do NXT. Regal passou novamente o soco-inglês para King, mas ele recusou. Regal então socou King, fazendo com que o soco-inglês caísse no ringue. O árbitro desqualificou Dempsey, coroando King como o novo campeão da Copa Heritage do NXT depois de ver Dempsey com o soco-inglês e assumir que ele havia usado contra King. No entanto, devido a uma área cinzenta nas Regras British Rounds sobre se o título pode ser alterado por desqualificação do campeão, Ava ordenou que King devolvesse a Copa a Dempsey e anunciou que eles se enfrentariam em uma luta de uma queda pela Copa no New Year's Evil, que seria a primeira vez que a luta pelo Copa não aconteceria sob as Regras British Rounds.

## Resultados
| Nº                                          | Resultados                                                                                            | Estipulações                                                                                               | Tempo |
| ------------------------------------------- | --- | --- | ----- |
| 1                                           | Giulia derrotou Roxanne Perez (c)                                                                     | Luta individual pelo Campeonato Feminino do NXT                                                            | 11:14 |
| 2                                           | Stephanie Vaquer derrotou Cora Jade, Kelani Jordan e Lola Vice                                        | Luta fatal four-way para determinar a desafiante número um pelo Campeonato Norte-Americano Feminino do NXT | 9:00  |
| 3                                           | Gigi Dolin, Shotzi e Tatum Paxley derrotaram Fatal Influence (Fallon Henley, Jacy Jayne e Jazmyn Nyx) | Luta de trios                                                                                              | 10:14 |
| 4                                           | Lexis King derrotou Charlie Dempsey (c) (com Tavion Heights, Myles Borne e Wren Sinclair)             | Luta Sudden Death Rules pela Copa Heritage do NXT                                                          | 11:01 |
| 5                                           | Oba Femi derrotou Trick Williams (c) e Eddy Thorpe                                                    | Luta triple threat pelo Campeonato do NXT                                                                  | 10:43 |
| (c) – Refere-se aos campeões antes da luta. | | |       |